# Черченко, Матрёна Михайловна
Матрёна Михайловна Черченко (1914, село Калюжинцы, теперь Сребнянского района Черниговской области — ?)  — украинская советская деятельница, участковый агроном Засульский МТС, председатель колхоза имени Тельмана Роменского района Сумской области. Депутат Верховного Совета СССР 2-4-го созывов.

## Биография
Родилась в крестьянской семье. С 1931 по 1935 год училась в Сокиринском сельскохозяйственном техникуме Сребнянского района Черниговской области.
После окончания техникума работала заведующим агроучастком Засульской машинно-тракторной станции (МТС) Роменского района Сумской области. В 1939 году была участницей Всесоюзной сельскохозяйственной выставки.
Во время Великой Отечественной войны находилась в эвакуации, работала участковым агрономом и заведующим агроучастком в Воронежской и Саратовской областях РСФСР. В 1944 году вернулась на Сумщину.
С 1944 года — участковый агроном Засульской машинно-тракторной станции (МТС) Роменского района Сумской области.
Член ВКП(б).
1954 год — председатель колхоза имени Тельмана Роменского района Сумской области.

## Награды и звания
- медали